# Андрієвський Валерій Станіславович
Вале́рій Станісла́вович Андріє́вський (нар. 19 вересня 2000, Тернівка, Дніпропетровська область — пом. 12 березня 2023 поблизу н.п. Площанка, Луганська область[джерело?]) — український військовослужбовець, солдат 3-го окремого стрілецького батальйону Добровольчого українського корпусу правий сектор (67-ма окрема механізована бригада)[джерело?], учасник російсько-української війни, лицар ордена Богдана Хмельницького III ступеня.

## Життєпис
Народився 19 вересня 2000 року у місті Тернівка Дніпропетровської області.
У 2017 році закінчив «Тернівський ліцей № 4 Тернівської міської ради Дніпропетровської області».
У 2018 році вступив до Донецького державного університету внутрішніх справ (ДонДУВС).
Після закінчення університету отримав звання лейтенанта та працював на посаді інспектор патрульної поліції у відділенні № 1 Павлоградського РВП ГУНП в Дніпропетровській області, відділення поліції № 2 та № 3 Синельниківського районного управління поліції ГУНП в Дніпропетровській області.
З початку повномасштабного вторгнення російських військ на територію України став на захист держави у складі 3-го окремого стрілецького батальйону 67-мої окремої бригади.
Брав участь у боях за захист територіальної цілісності України на території: Запорізької області, м. Кам'янське, м. Василівка, м. Кремінна та с. Невське Луганської області.
12 березня 2023 року під час виконання бойового завдання поблизу н.п. Площанка Луганської області загинув разом з вірними та надійними побратимами внаслідок танкового обстрілу противника.
Похований 17 березня на алеї слави Тернівського кладовища.

## Нагороди
- Орден Богдана Хмельницького III ступеня — надано указом Президента України № 148/2023 від 14 березня 2023 року за особисту мужність і самовіддані дії, виявлені у захисті державного суверенітету та територіальної цілісності України (посмертно)